# Schweinfurthia imbricata
Schweinfurthia imbricata är en grobladsväxtart som beskrevs av Philip Miller. Schweinfurthia imbricata ingår i släktet Schweinfurthia och familjen grobladsväxter. Inga underarter finns listade i Catalogue of Life.